# La Rouge
La Rouge är en kommun i departementet Orne i regionen Normandie i nordvästra Frankrike. Kommunen ligger i kantonen Le Theil som tillhör arrondissementet Mortagne-au-Perche. År 2018 hade La Rouge 663 invånare.

## Befolkningsutveckling
Antalet invånare i kommunen La Rouge
| Referens: INSEE |